# Rannapungerja
Rannapungerja − wieś w Estonii, w prowincji Virumaa Wschodnia, w gminie Tudulinna.